# Colchester (Vermont)
Colchester – miasto w Stanach Zjednoczonych, w stanie Vermont, w hrabstwie Chittenden.